# Juliacorbula cubaniana
Juliacorbula cubaniana är en musselart som först beskrevs av d'Orbigny 1842.  Juliacorbula cubaniana ingår i släktet Juliacorbula och familjen korgmusslor. Inga underarter finns listade i Catalogue of Life.